# پیتر استاینر
پیتر استاینر (انگلیسی: Peter Steiner؛ زادهٔ ۱۹۴۰) کاریکاتوریست، نویسنده، و رمان‌نویس اهل ایالات متحده آمریکا است. او بیشتر برای کارتونی در سال ۱۹۹۳ در نیویورکر شناخته می‌شود که مثل در اینترنت، هیچ‌کس نمی‌فهمد که تو سگ هستی را ضرب کرد.